# Jack Frost (1998)
Jack Frost ist eine US-amerikanische Filmkomödie von Troy Miller aus dem Jahr 1998. Den Titelsong „Don’t Lose Your Faith“ singt Michael Keaton.

## Handlung
Der Musiker Jack Frost lebt in einer Stadt in Colorado. Er verspricht seinem Sohn Charlie immer wieder, mit ihm zusammen Zeit zu verbringen, was er aber nicht einhält. Seine Band hat an Heiligabend einen Auftritt. Jack will rechtzeitig daheim sein, fährt mit seinem Auto zu schnell und verunglückt tödlich.
Im Winter darauf baut Charlie einen Schneemann, dem er die Sachen seines Vaters gibt. Der Geist von Jack übernimmt die Kontrolle über den Schneemann, der nun sprechen und sich bewegen kann. Er verbringt mit seinem Sohn etwas Zeit, dann verabschiedet er sich von Charlie und von seiner früheren Frau Gabby. Der Geist kehrt ins Jenseits zurück.

## Kritiken
Jane Horwitz bezeichnete den Film in der Washington Post vom 11. Dezember 1998 als „formelhaft“, „derb“, „klebrig sentimental“ („stickily sentimental“) und „ohne Charme“. Er sei ein besonders schlechtes Beispiel eines in den Ausschüssen konzipierten Hollywood-Films („its movie-by-committee worst“). Sie lobte die Darstellungen von Kelly Preston und Joseph Cross, aber Michael Keaton schaffe es nicht, das „lahme Geplapper“ von Jack Frost amüsant zu vermitteln.
Das Lexikon des internationalen Films schrieb, der Film sei „schablonenhaft entwickelt“ und verliere sich in „pathetischen Gefühlsduseleien“. Auch mangele es ihm an „Leichtigkeit“ wie auch an „Fantasie“.

## Auszeichnungen
Mika Boorem war 1999 für den YoungStar Award nominiert.
Die Deutsche Film- und Medienbewertung FBW in Wiesbaden verlieh dem Film das Prädikat wertvoll.

## Hintergrund
Der Film wurde in Kalifornien und in Reno (Nevada) gedreht. Seine Produktion kostete schätzungsweise 50 Millionen US-Dollar. Der Film spielte in den Kinos der USA ca. 34,5 Millionen US-Dollar ein, im Vereinigten Königreich – ca. 1,6 Millionen Pfund Sterling. Am 25. Februar 1999 kam der Film in die deutschen Kinos.